# Agulla de Baiau
Agulla de Baiau är en bergstopp i Andorra, på gränsen till Spanien. Toppen på Agulla de Baiau är 2 861 meter över havet. Agulla de Baiau ligger vid sjöarna  Estany Negre och Basses de l'Estany Negre.
Den högsta punkten i närheten är Pic de Coma Pedrosa, 2 943 meter över havet, 1,2 kilometer nordost om Agulla de Baiau.
Trakten runt Agulla de Baiau består i huvudsak av kala bergstoppar.